# Buchholz (Dithmarschen)
Buchholz ist eine Gemeinde im Südosten des Kreises Dithmarschen in Schleswig-Holstein. Neben Buchholz liegen auch die Ortschaften Buchholzermoor und Stubbenberg im Gemeindegebiet.

## Geografie

### Lage
Die Gemeinde liegt an der Landesstraße 139 zwischen Kuden und Burg in Dithmarschen.

### Nachbargemeinden
Nachbargemeinden sind im Uhrzeigersinn im Norden beginnend die Gemeinden Quickborn, Brickeln und Burg (Dithmarschen) (beide im Kreis Dithmarschen), Ecklak (im Kreis Steinburg) sowie Kuden (im Kreis Dithmarschen).

## Geschichte
Am 1. April 1934 wurde die Kirchspielslandgemeinde Burg aufgelöst. Alle ihre Dorfschaften, Dorfgemeinden und Bauerschaften wurden zu selbständigen Gemeinden/Landgemeinden, so auch Buchholz.

## Politik

### Gemeindevertretung
Bei der Kommunalwahl am 14. Mai 2023 wurden insgesamt elf Sitze vergeben. Von diesen erhielt die Wählergemeinschaft Buchholz sieben Sitze und die CDU vier Sitze.

### Wappen

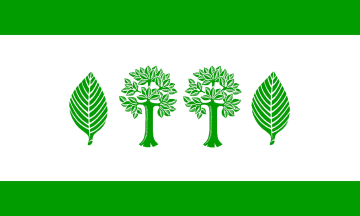
Flagge von Buchholz

Blasonierung: „Geviert. 1 und 4 in Silber ein bewurzelter grüner Laubbaum, 2 und 3 in Grün ein silbernes Rotbuchenblatt.“
Die Figuren des Wappens der Gemeinde Buchholz geben im Bilde „redend“ den Ortsnamen wieder, wobei die Bäume das „Holz“ im Sinne von „Wald“ zum Ausdruck bringen und die Blätter präzisierend andeuten, aus welchen Bäumen der Wald vorzugsweise besteht, nämlich aus Rotbuchen. Entstehungsgeschichtlich geht der Name auf den Bestand an großflächigen Laubwäldern zurück, die vor der Besiedlung diesen Landschaftsraum prägten. Es herrschte hier wie heute die Buche, insbesondere die Rotbuche, als dominierende Baumart vor.

## Verkehr
Die Marschbahn tangiert das Gemeindegebiet im Nordwesten; nächster Haltepunkt ist Burg (Dithm).